# Minőségirányítás
A minőségirányítás a vállalati felső vezetés által szervezett és tervezett, erőforrásokkal támogatott, a vevők megelégedettségét célzó minőségirányítási rendszer stratégiai kialakítása és működtetése.
Nem összekeverendő a minőség-ellenőrzéssel, minőségbiztosítással vagy a minőségszabályozással.

## Minőség-ellenőrzés
A minőség-ellenőrzés célja a termékek megfelelőségének a vizsgálata. A termékek megfelelősége az a tulajdonság, hogy jellemzőik mennyire felelnek meg a vonatkozó jogszabályok (nemzeti, szakmai, vállalati szabványok) szerződések, ellenőrzési utasítások, dokumentációk követelményeinek.

## Minőségbiztosítás
A minőségbiztosítás alatt általában a minőségirányítási rendszeren belül alkalmazott tervezett és módszeres tevékenységet értik, amelynek célja a bizalomkeltés mind a vezetőségben, mind pedig a vevőkben a minőségkövetelmények teljesítését illetően.

## Minőségszabályozás
A minőségszabályozás eszközök, módszerek és tevékenységek alkalmazása a minőségi követelmények teljesítésére.